# Jordi Trias i Casanovas
Jordi Trias i Casanovas   (Barcelona, 13 de novembre de 1923 - Barcelona, 5 d'agost de 2022) fou un jugador d'hoquei sobre patins català de les dècades de 1940 i 1950.

## Trajectòria
Començà a jugar al CH Turó l'any 1939, passant al RCD Espanyol el 1942. A l'Espanyol passà la gran part de la seva carrera, fins al 1963. El seu palmarès és envejable, amb catorze Campionats de Catalunya, onze d'Espanya i dues Copes de les Nacions de Montreux. Formà part de la primera selecció espanyola que fou tercera al Campionat del Món de 1947. Jugà 113 partits amb la selecció i assolí tres Campionats del Món (1951, 1954, 1955) i un d'Europa (1957 a Barcelona). També jugà amb la Selecció catalana (dita de Barcelona) l'any 1949 el Tornejos Internacionals de Lisboa i Porto.
Fou entrenador, essent seleccionador espanyol juvenil, guanyant l'Europeu (1964). També dirigí el Club Patí Voltregà, amb el qual assolí la primera Copa d'Europa del club el 1966.
L'any 1969 fou objecte d'un gran homenatge. Va morir l'any 2022 als 98 anys d'edat.

## Palmarès
RCD Espanyol
- Campionat d'Espanya:
  - 1944, 1947, 1948, 1949, 1951, 1954-57, 1961, 1962
- Campionat de Catalunya:
  - 1943, 1944, 1946, 1947, 1948, 1949, 1950, 1951, 1952, 1953, 1955, 1956, 1958, 1961
- Copa de les Nacions:
  - 1952, 1953

Espanya
- Campionat del Món:
  - 1951, 1954, 1955
- Campionat d'Europa:
  - 1957